# ダイワスカーレット
ダイワスカーレット（欧字名:Daiwa Scarlet、2004年5月13日 - ）は、日本の競走馬、繁殖牝馬。
通算成績12戦8勝2着4回、12戦12連対。19戦19連対のシンザンに次いで中央競馬史上第2位の生涯連対を記録した。2008年には1971年のトウメイ以来37年ぶり4例目となる牝馬の有馬記念（GI）優勝を達成。JRA賞最優秀父内国産馬部門の最後の受賞馬（2007年）である。
同期の東京優駿（日本ダービー）優勝牝馬でJRA顕彰馬のウオッカとはライバルの関係とされた。初対決となった2007年のチューリップ賞（JpnIII）は敗北したが、桜花賞（JpnI）と秋華賞（JpnI）では勝利。同年の有馬記念（GI）でも先着した。間を空けて約10か月ぶりの再戦となった2008年の天皇賞（秋）（GI）では2cmの先着を許して敗北。これが最後の対戦となった。ウオッカとは通算5戦の対決があり、ダイワスカーレットが3勝2敗を収めた。
その他の勝ち鞍に2007年のエリザベス女王杯（GI）、ローズステークス（JpnII）、2008年の産経大阪杯（GII）。2007年のJRA賞最優秀3歳牝馬に選出された。ミス・パーフェクトと呼ばれた。祖母スカーレットインクに始まる「スカーレット一族」に属しており、母は重賞4勝のスカーレットブーケ、半兄にGI5勝のダイワメジャーがいる。主戦騎手は安藤勝己で、全戦に騎乗した。

## デビューまで

### 誕生までの経緯

#### スカーレットインクとノーザンテースト
スカーレットインクは、1971年にアメリカ合衆国で生産された牝馬である。アメリカで競走馬としてデビューし1戦未勝利で引退。近親に目立った活躍馬はおらず脚が曲がっていたが、スカーレットインクの3代母ユアホステスを高く見込んでいた日本の社台ファーム創業者の吉田善哉が繁殖牝馬として購入した。1973年に日本に導入されたが初年度から3番仔までの成績は今一つで、さらに続く4年間は不受胎に終わった。その翌年にノーザンテーストの産駒を受胎し、1982年に待望の4番仔を出産した。
ノーザンテーストは、1972年に吉田善哉の長男でアメリカの社台の拠点フォンテンブローファームの場長吉田照哉が幼駒として購入した。競走馬としてヨーロッパG1を勝利した後日本の社台ファームで種牡馬として供用され、ダイナガリバーやアンバーシャダイなどをはじめとする活躍馬を輩出するなど長くリーディングサイアーに君臨し続けた。
スカーレットインクはそのノーザンテーストと何度も交配を行い、特に牝馬を複数出産する。繁殖牝馬は年を取るにつれて産駒の成績が落ちる傾向にあったが、ノーザンテーストとの仔は重賞勝利を挙げるなど今一つだった3番仔までを上回る活躍を見せた。特に活躍したのが6勝（内重賞4勝）を挙げた9番仔の牝馬スカーレットブーケだった。

#### スカーレットブーケとサンデーサイレンス系
1988年に生産されたスカーレットブーケは、1991年の牝馬三冠競走全てに出走した。桜花賞はシスタートウショウに敗れ4着、優駿牝馬（オークス）はイソノルーブルに敗れ5着、エリザベス女王杯はリンデンリリーに敗れ3着に終わった。重賞を4勝しながらもGIタイトルには届かずに引退し、社台ファームで繁殖牝馬となった。初年度と2年目の交配相手にはトニービンが選ばれたが、初仔はチューリップ賞（GIII）2着、通算1勝。2番仔も中央競馬1勝、岩手競馬3勝に留まった。そして3年目の交配相手にはサンデーサイレンスが選ばれた。サンデーサイレンスは1990年に吉田善哉が種牡馬として日本に導入。多数のGI優勝馬を送り出すなど活躍馬を輩出し、長くリーディングサイアーに君臨していた。スカーレットブーケはそのサンデーサイレンスと何度も交配を行い、出産を続けた。最初のサンデーサイレンス産駒である3番仔スリリングサンデーは通算5勝。4番仔グロリアスサンデーも通算5勝。2頭は有限会社社台レースホース所有の競走馬だったが、5番仔は冠名「ダイワ」を用いる馬主大城敬三が所有してダイワルージュとなった。ダイワルージュは2000年の新潟3歳ステークス（GIII）を優勝し、スカーレットブーケ産駒の初重賞勝利を達成。阪神3歳牝馬ステークスや桜花賞ではいずれもテイエムオーシャンに敗れるもそれぞれ2着と3着GIに入着した。その後スカーレットブーケはナリタブライアンとの間に6番仔を儲け、種付けを一年休んだ後に2000年からサンデーサイレンスとの交配を再開する。7番仔、8番仔を得たが2002年にサンデーサイレンスは死亡し、直後の2002年はサンデーサイレンスの後継種牡馬スペシャルウィークと交配して9番仔を得ていた。

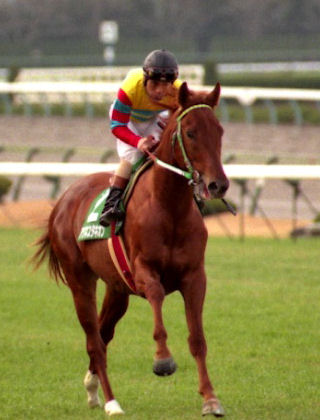
アグネスタキオン

2003年5月5日に前年に続いて再びスペシャルウィークと種付けしたが、受胎せずに相手を変更。5月25日に同じくサンデーサイレンスの後継アグネスタキオンと種付けを実施している。この当時はサンデーサイレンス亡きあとの後継争いが勃発しており、アグネスタキオンは社台が力を入れていた種牡馬だった。それから1年後、2004年5月13日に北海道千歳市の社台ファームにてアグネスタキオンの2世代目の産駒にして10番仔となる栗毛の牝馬（後のダイワスカーレット）が誕生した。。

#### ダイワメジャーとスカーレット一族

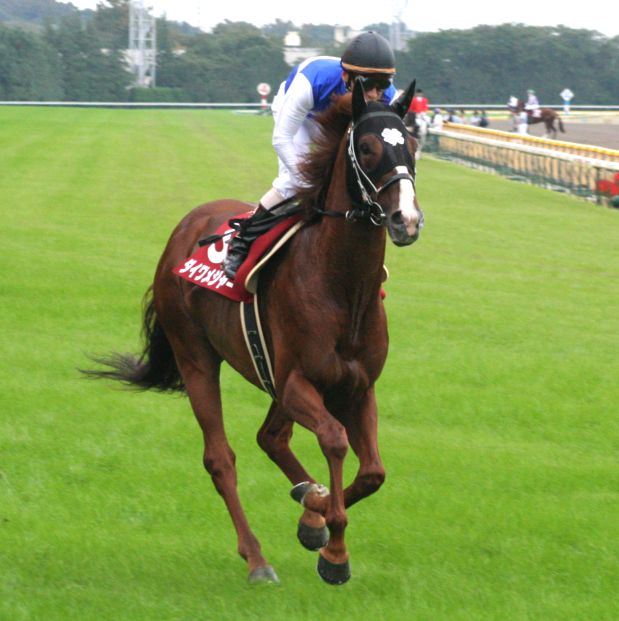
ダイワメジャー

10番仔が生まれた2004年春には、7番仔の兄ダイワメジャーが皐月賞（GI）を10番人気で優勝。スカーレットブーケ産駒として初めてGI勝利を挙げた。スカーレットブーケはGI優勝馬の母となったが、スカーレットブーケの姉妹であるスカーレットブルーやスカーレットリボン、スカーレットローズの子孫にも重賞優勝馬やGI好走馬、その他活躍馬が続出する。次第にそのすべての　祖スカーレットインクが名牝として認識され、併せて娘たちがその牝系を広めていることが知られるようになった。こうしてこの牝系はスカーレットインク由来で共通する「スカーレット」の名をとって「スカーレット一族」と呼ばれるようになった。
スカーレット一族は、先に述べたダイワメジャーが皐月賞の他に2006年天皇賞（秋）、2006年、07年マイルチャンピオンシップ連覇、2007年安田記念のGI5勝を含む重賞8勝の活躍。その他、ローズの孫にGI級競走9勝を挙げたヴァーミリアンやサカラートがいる。

### 幼駒時代

大城敬三「ダイワ」の勝負服

10番仔はダイワルージュやダイワメジャーと同じく大城が所有することになり、大　冠名にスカーレット一族の「スカーレット」を組み合わせた「ダイワスカーレット」という競走馬名が与えられる。登録する際にはスカーレットインクと同じく「『風と共に去りぬ』の登場人物スカーレット・オハラ由来」と説明されていた。父アグネスタキオン、母スカーレットブーケという社台ファーム生産馬の両親を持ち、かつダイワメジャーの妹であるダイワスカーレットは出産当初から牧場で評判となった。出産に立ち会った社台ファーム獣医師の池田充は、ダイワスカーレットを見て「16歳を迎えた繁殖牝馬（スカーレットブーケ）の仔とは思えない雄大な馬体」と驚きを隠せなかったという。馬体重は誕生直後の兄ダイワメジャーよりも大きく、同じ牝馬の姉ダイワルージュと比較しても筋肉量に富んでいた。その後育成に移っても期待通りに成長し、好成績を上げた兄姉を超えるパフォーマンスを見せて「母スカーレットブーケの最高傑作になるのでは」（村本浩平）「無事に競馬場へ送り出せば必ず大きな仕事をするのではないか」と期待された。ダイワスカーレットは、栗東トレーニングセンターに所属する松田国英調教師の管理馬となった。2歳となった2006年、8月11日に函館競馬場に入厩。それから9月1日に栗東に移動している。性格的に臆病なところやきついところがあり、特にゲートが課題だった。そこで松田は、ダイワスカーレットのゲート練習に通常の6倍の時間をかけていた（詳細は、ダイワスカーレット#ゲート克服を参照。）。

## 競走馬時代

### 2006年（2歳）
11月19日、京都競馬場の新馬戦（芝2000メートル）でデビューを果たした。武豊と安藤勝己が調教に騎乗しており、武とともにデビューする予定だった。しかし同レースに出走する池江泰郎厩舎のウインスペンサー騎乗の約束と被ってしまい、武は先約だったウインスペンサーを選択。代わりにダイワスカーレットに安藤が騎乗することとなった。安藤は以後、引退まで騎乗することとなる。デビュー2週間前に初コンタクトをとった安藤は「能力の大きさはその時点で感じました……ただ……少し前向きすぎる……一流の能力とスピードを秘めていることは乗った感じですぐに分かったけど、そのテンションの高さが少し気になりました」と述べている。
スピードと前向きな気性を兼ねており、適性は短距離にあると考えられていた。しかし中距離の芝2000メートルでのデビュー。これは松田が、短距離でデビューさせて、短距離だけを得意とするスプリンターにすることを嫌ったための選択だった。当日のメイン競走は兄ダイワメジャーが出走するマイルチャンピオンシップであり、兄妹が同じ京都に参戦している。ダイワスカーレットに手ごたえを感じていた松田は、そのポテンシャルを周りに「早く知らしめよう」と敢えてこの日を選択していた。単勝オッズ1.8倍、ウインスペンサーを3.2倍の2番人気に押しのけて1番人気となる。スタートから2番手の好位を追走。第3コーナーから先頭に立って最終コーナーで抜け出し、後方に1馬身4分の3差をつけて入線。初勝利を挙げた。この直後メイン競走マイルチャンピオンシップでも兄ダイワメジャーが優勝。兄妹同日勝利となり、ダイワスカーレットの勝利は、通常の新馬戦勝利以上に取り上げられた。
それから12月16日、中京2歳ステークス（OP）に臨む。ビワハイジとアグネスタキオンの仔、松田博資厩舎アドマイヤオーラとの対決となり、ダイワスカーレットが2.2倍の1番人気、アドマイヤオーラが2.5倍の2番人気となった。スタートから2番手を追走、直線で追われて抜け出した。3、4番手から追い上げたアドマイヤオーラが迫って来たが、半馬身差をつけて入線。2連勝を果たす。

### 2007年（3歳）

#### 戦術の模索、2連敗
1月8日、シンザン記念（JpnIII）で始動。ローレルゲレイロやアドマイヤオーラなど9頭の牡馬と対決、紅一点ながら単勝オッズ1.9倍の1番人気に推される。スタートから3番手を追走。直線で抜け出しにかかったが、外からアドマイヤオーラに並びかけられた。抵抗したがかわされて、1馬身半差の2着。初めての敗戦となり、アドマイヤオーラに仕返しされた。松田は「ボクの油断負けです。1回負かした馬でしたから、目算を誤りました。」。また、安藤はこの時「後ろからの競馬を試してみたいという気持ちがあった」と回顧している。直線ではアドマイヤオーラに並ばれてからスパートを開始。今後のために、ダイワスカーレットの繰り出す末脚の威力を測っていたが「ビュンッて一瞬で加速する感じではなかった……キレないというよりは、気がいい馬だからタメきれていない……自分ではタメているつもりでも、馬が縮まっていない」様子だったという。このレースでは、中団待機から追い込んだアドマイヤオーラの末脚の「キレ味」（安藤）が勝る形となった。
続いて3月3日、桜花賞のトライアル競走であるチューリップ賞（JpnIII）に臨む。前年の阪神ジュベナイルフィリーズを勝利したウオッカとの初対決となった。ウオッカは、松田の弟子である角居勝彦調教師の管理馬であり、松田の管理したダービー馬タニノギムレットの仔である。対決を前に松田はウオッカを名指しでライバル視。「これまでに強い牝馬をたくさん見てきましたけど、今年の牝馬クラシック戦線は、たぶん、（ダイワスカーレットが）かつてないほどしっかりとしたレースをすると思いますよ。でも、今回の場合は、ウオッカよりもじょうずに立ち居振る舞わないと〔ママ〕、あの馬は負かせないと思いますね。（カッコ内補足加筆者）」と述べていた。ウオッカが1.4倍、ダイワスカーレットが2.8倍に推され、3番人気のローブデコルテを14.6倍まで突き放していた。

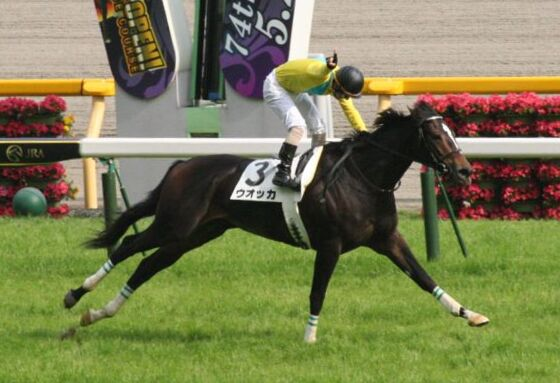
ウオッカ

4枠7番からスタートして逃げて折り合いを保ち、先頭のまま最終コーナーを通過。直線で突き放しにかかったが、外からウオッカに並びかけられた。後続との差を広げながら一騎打ち、抵抗したがかわされてクビ差の2着。安藤はシンザン記念と同じように、ウオッカが迫り来てからスパートを開始し、再び敗れていた。安藤は「今日は勝ち馬の強さを認めるしかない」。また桜花賞に臨むにあたり「ウオッカがモノ凄く強いのは間違いないけど、もしかしたら（ダイワ）スカーレットももっと力を出せる乗り方があるのかもしれない」と述べている。

#### 桜花賞優勝 - 優駿牝馬回避
4月8日、桜花賞（JpnI）に臨む。ウオッカが1.4倍の1番人気。重賞3勝、阪神ジュベナイルフィリーズではウオッカにクビ差の2着、フィリーズレビュー優勝から臨むアストンマーチャンが5.2倍の2番人気。ダイワスカーレットはそれに次ぐ5.9倍の3番人気。上位人気3頭は、4番人気ショウナンタレントを34.7倍まで突き放す「三強」となった。
大外枠8枠18番からスタートして3番手の好位、逃げると目された馬が出遅れたことでスローペースとなった。2番手アストンマーチャンが折り合いを欠いたが、ダイワスカーレットは折り合いをつけて追走した。真後ろにウオッカを従えながら第3コーナーを通過。三強が接近しながら直線に向き、内からアストンマーチャン、ダイワスカーレット、ウオッカの順に雁行していた。真ん中ダイワスカーレットは、前方アストンマーチャンを捕らえ次第、後方ウオッカに並ばれる前にスパートを実行。残り200メートルでウオッカを突き放した。以後独走し、安藤が右手を天に掲げる余裕を見せながら入線する。ウオッカに雪辱、母スカーレットブーケ、姉ダイワルージュの届かなかった桜花賞優勝を成し遂げた。また2004年皐月賞を制した兄ダイワメジャーに続いて兄妹クラシック勝利、史上15組目となる兄弟姉妹クラシック勝利となった。加えて安藤は、JRA通算700勝達成し、前年のキストゥヘヴンに続いての桜花賞優勝であり、福永洋一、武豊、田原成貴に続いて史上4人目の連覇を果たしている。

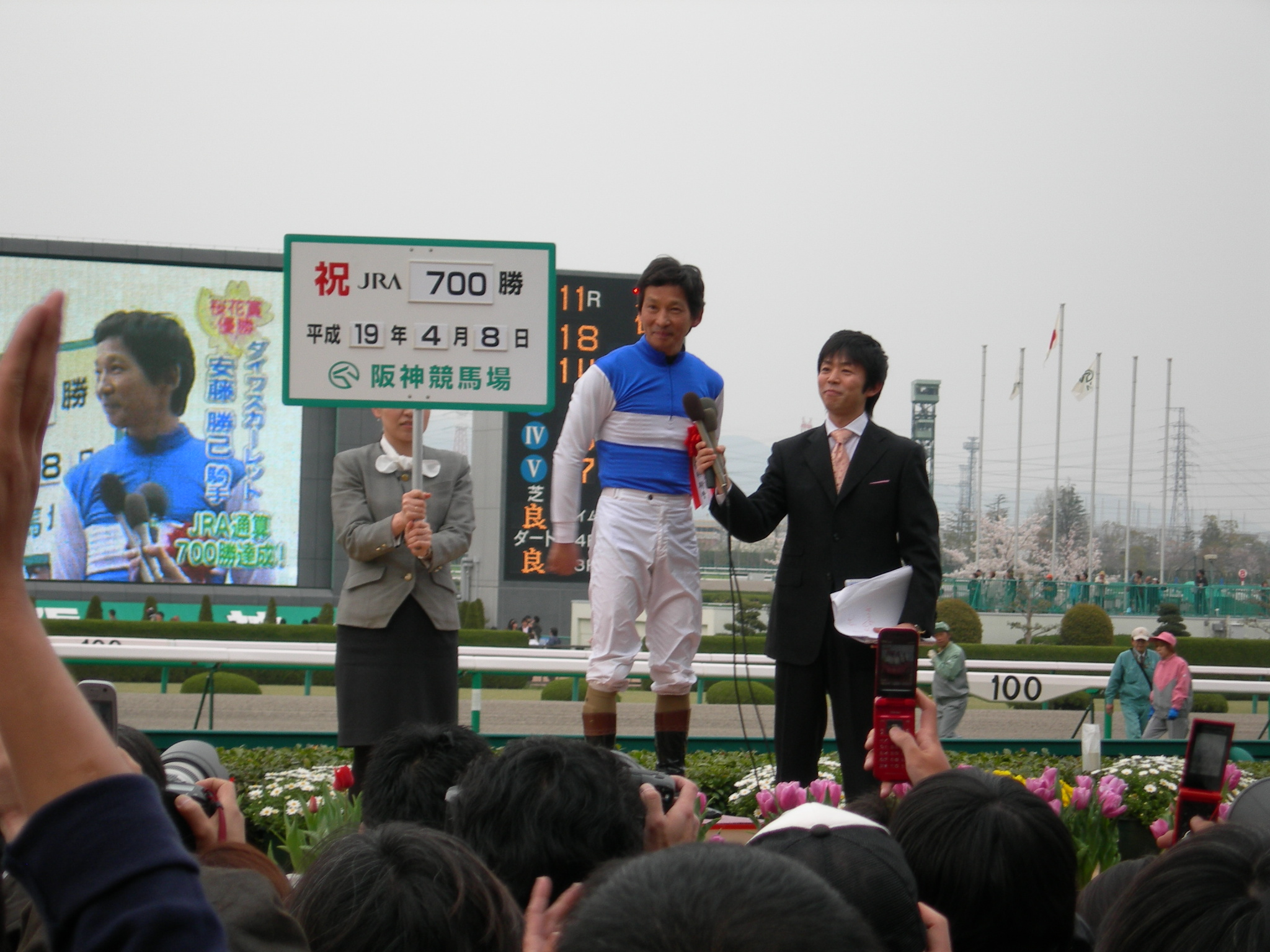
桜花賞優勝時。桜花賞がJRA通算700勝目だった。

安藤は、先の連敗で末脚の特徴を掴んでいた。ダイワスカーレットは、短い時間で鋭く伸びる「瞬発力」よりも、時間をかけて緩やかに加速する「持続力」に秀でている、そして負かすべきウオッカは「瞬発力」に秀でていると分析していた。迎えた本番桜花賞の直線、安藤は「いままでよりもワンテンポ早く」「（連敗時のように）いっぺんに加速するのではなく、早めにある程度スピードを上げておいてから（カッコ内補足引用者）」、ウオッカに並ばれる前にスパートを実行。ダイワスカーレットが持つすべての力を発揮できるように、同時にウオッカを早めにスパートさせて、その瞬発力が活きないようにするためだった。瞬発力勝負ではなく、持続力勝負に持ち込んだ結果、逆転に成功。安藤によれば「『前の2戦で同じ負け方をした』ことがポイントだった」と振り返っている。
松田によれば、連敗時よりも良い状態で桜花賞に臨めていたという。チューリップ賞時は基礎体温が安定せず、球節にむくみがあったが、桜花賞前にはそれが解消されていた。また、チューリップ賞でのウオッカが手綱を左右に替えながら伸びていたことから「見た目よりも目一杯の走り」だったと考えていた。そこでダイワスカーレットに「前走よりも時計を0.5秒縮めるための調教」を施している。チューリップ賞と桜花賞の決着タイムは、いずれも1分33秒7である。チューリップ賞では2頭が同タイムだったが、桜花賞ではダイワスカーレットが0.2秒上回り、先着を果たした。
桜花賞戴冠後は、5月20日の優駿牝馬（オークス）を目指した。東京競馬場芝2400メートルで桜花賞2着のウオッカとの再戦が期待されたが、ウオッカは、同じ東京2400メートルでも、主に牡馬が出走する東京優駿（日本ダービー）に参戦を表明していた。ライバルが不在の中、ダイワスカーレット一強ムードで二冠目に向かうはずだったが、3日前に感冒、熱発。直前で出走を断念した。6月5日に宮城県山元町の山元トレーニングセンターへ放牧に出される。吉田は、北海道の社台ファームからダイワスカーレット専任のスタッフを山元に派遣。そのスタッフのもと夏を過ごした。

#### 秋華賞優勝、二冠達成
8月10日、栗東に帰厩する。夏を越したダイワスカーレットは外面こそ大きく変化しなかったが、精神面、体質面で成長していた。まず精神面では、これまでにない落ち着きを得ていた。安藤は春の2400メートルについて持たないのではないかと不安を抱えていたが、夏を経てそれが解消。「『これなら少々長めの距離でも大丈夫』と確信できるぐらい」（安藤）までになっていた。加えて、春は自分の背後をしきりに警戒して、蹴ったり蹴られたりしていたが、それも解消したという。また体質面では、基礎体温の安定化にも改めて成功していた。松田は、そんなダイワスカーレットの秋のローテーションをローズステークス、秋華賞、エリザベス女王杯に設定する。マイルから2000メートル超の中距離へ転向するにあたりこれ以降は、距離延長で引っ掛からないようにメンコを着用、口を割らないように舌を縛る馬具を使用している。
9月16日、秋華賞のトライアル競走であるローズステークス（JpnII）で始動する。優駿牝馬ハナ差の2着、秋山真一郎から武豊に乗り替わったベッラレイアと初対決となった。ダイワスカーレットは、単勝オッズ1.6倍の1番人気。ベッラレイアが3.4倍、上がり馬レインダンスが8.9倍、NHKマイルカップ優勝のピンクカメオが17.1倍で続いていた。好スタートからハナを奪って逃げ、持ったまま最終コーナーを通過。直線でスパートして、先頭を守り切った。最も内側から伸びたベッラレイアに半馬身差をつけ優勝。5か月ぶりの出走で連勝を果たした。

それから10月14日、秋華賞（JpnI）に臨む。ウオッカとの再戦となった。ウオッカはダービーを優勝した後、宝塚記念8着、秋は凱旋門賞挑戦を目指したものの一頓挫あって断念し、国内専念に切り替えていた。急遽目標を変更したウオッカに比べて、予定通りのダイワスカーレットの方が順調に本番を迎えていたが、当日の人気は、ウオッカが2.7倍に対し、ダイワスカーレットは2.8倍。僅差ながらウオッカに1番人気を譲っている。3番人気は、3.8倍のベッラレイア。4番人気のオッズは20倍台に飛躍しており「三強」となっていた。この世代は、牡馬と牝馬が重賞およびオープン競走を戦った時、牝馬が優勝する割合が例年よりも高かった。さらに夏から初秋にかけて、3歳牝馬のアストンマーチャンやクーヴェルチュールが、古馬を下して重賞やGI勝利を達成。加えて下級条件でも古馬を下して勝利する3歳牝馬の割合が例年の1.5倍だった。それゆえにこの年の3歳牝馬は、大物がいるうえに層が厚く、全体としてのレベルが高いと考えられていた。そんな中にあって牝馬三冠競走の最終戦には、桜花賞優勝馬、桜花賞2着並びに阪神ジュベナイルフィリーズおよびダービー優勝馬、さらに優駿牝馬優勝馬、その2着馬、NHKマイルカップ優勝馬が結集し、そのうえ重賞優勝馬も多数出走。GI級優勝馬4頭の競演はレース史上最多だった。レベルの高い世代のその覇者たち、実績馬たちが揃いも揃った秋華賞は「この秋一番の注目レース」「レース史上最高メンバー」とも評されていた。
7枠13番からスタート。1枠1番に先頭は譲り2番手を追走した。ウオッカと、ベッラレイアは後方に位置していた。平均ペースで1000メートルを通過したものの、以後逃げ馬がペースをダウンさせていた。しかしダイワスカーレットはそれに抗い、第3コーナーすぎたあたりで先頭を奪取、ウオッカを待たずしてロングスパートを開始した。外から追い込んだ7番人気レインダンス、ウオッカが迫ってきたが寄せ付けなかった。それらに1馬身4分の1差をつけて先頭で入線する。GI級競走2勝目、牝馬二冠と相成った。

#### エリザベス女王杯優勝
秋華賞後は、マイルチャンピオンシップの選択肢もあったが、予定通り11月11日のエリザベス女王杯（GI）に臨む。秋華賞3着のウオッカは、エリザベス女王杯とジャパンカップの二択だったが、馬主谷水雄三が前者を選択し再戦が実現した。角居も「もう一度ダイワ（スカーレット）とやりたい」気持ちだったという。直線の長い京都外回り2200メートルという舞台、休み明け叩き2戦目であるウオッカのさらなる上昇が見込まれて、ウオッカが有利だと考えられていた。また松田は、叩き3戦目のダイワスカーレットについて「心身はマックス……それが私にとって怖さにも……2戦目の（ウオッカの）上がり目のほうが安心して受け入れられる……私は『ウオッカの方が有利だ』と持ち上げるつもり……。そうすると、勝負の魔物が遠ざかってくれるような気がするんです。（カッコ内補足加筆者）」と述べていた。

ライバルとの再戦の舞台だったが、古馬との初対決の舞台でもあった。前年のワンツースリーフォーファイブ、フサイチパンドラ、スイープトウショウ、ディアデラノビア、アサヒライジング、アドマイヤキッスが再び集結。「ライバル」とローブデコルテという牝馬三冠とダービー馬の3頭の3歳勢に、前年優勝馬フサイチパンドラと前々年優勝馬スイープトウショウを中心とする11頭の古馬勢が迎え撃つ図式となっていた。ただしレース前日のオッズは、ウオッカが2.1倍、ダイワスカーレット3.6倍、スイープトウショウ9.0倍と続き、人気の中心はあくまでも3歳牝馬2頭だった。ところが当日朝にウオッカが跛行のため出走取消。ライバル同士の対決は結局持ち越しとなった。ウオッカ絡みの勝馬投票券15億円が返還、13頭での競走に変更された。最終オッズはダイワスカーレットが繰り上がって1.9倍の1番人気、スイープトウショウが6.6倍、フサイチパンドラが8.3倍だった。ウオッカが除かれても、GI級優勝馬は既出の4頭に加えて2006年桜花賞優勝馬のキストゥヘヴンもおり、5頭の競演はレース史上最多タイだった。
5枠7番からスタート。逃げると思われていたアサヒライジングが出遅れ、ダイワスカーレットは楽にハナを奪取し逃げに出た。折り合いをつけてスローペースで先導。第3コーナーの坂の下りでペースを上げ、先頭で最終コーナーを通過した。直線では、内からスイープトウショウ、外からフサイチパンドラが追い上げて来たが、もう一伸びして寄せ付けなかった。フサイチパンドラに4分の3馬身差、スイープトウショウに約2馬身差をつけて先頭で入線する。GI級競走3勝目。2002年ファインモーション、2003年アドマイヤグルーヴ、2006年フサイチパンドラ以来史上4例目となる3歳馬の優勝。また、1998、1999年連覇のメジロドーベル（父:メジロライアン）に続いて史上2例目となる父内国産馬の優勝となった。安藤は「ウオッカがいたらわからなかったかな」、松田はウオッカ取消の第一報を聞いた時「正直、（ダイワスカーレットは）運がいいな、と思いました。」と述べている。

#### 有馬記念2着
続いてファン投票4位となる7万4134票を集め、12月23日の有馬記念（GI）に臨む。この年の天皇賞を独占したメイショウサムソン、ジャパンカップ2着や前年2着のポップロック、GI5勝のダイワメジャーなどの古牡馬と初対決。特に引退レースのダイワメジャーとは兄妹対決であり、史上初めてとなる「GI級優勝兄弟姉妹によるGI対決」となった。ダイワメジャーは同じく安藤が主戦騎手を務めていたが、安藤は、将来性を考えてダイワスカーレットを選択。空いたダイワメジャーには、ミルコ・デムーロが舞い戻っていた。またエリザベス女王杯を取り消してジャパンカップ4着となったウオッカも出走し、4度目のライバル対決が実現していた。メイショウサムソンが2.4倍、ポップロックが5.0倍、ウオッカが6.9倍。ダイワスカーレットは、8.1倍の5番人気だった。
4枠7番からスタート、チョウサンにハナを叩かれて、離れた2番手で追走した。第1、第2コーナーでは折り合いがつかなかった。第3、最終コーナーでは最内を進むチョウサンと別れて外に持ち出して追い上げた。ところが空けた内側を3番手追走の9番人気、マツリダゴッホに突かれてしまった。以後、マツリダゴッホに突き放されて独走を許した。それでも粘り、後方待機の有力馬が揃って下位に沈んだこともあって、それ以上かわされることはなかった。優勝マツリダゴッホに1馬身半差をつけられ、3着ダイワメジャーに2馬身半差をつける2着を確保する。3歳牝馬による有馬記念2着は、1994年ヒシアマゾン以来だった。
この年のJRA賞表彰では、全289票中275票を集めて最優秀3歳牝馬、162票を集めて最優秀父内国産馬を受賞。また73票を集めて年度代表馬の次点となった。なお、年度代表馬を除いて同一年に2つのJRA賞を受賞した馬は、この後2023年のソングラインまで16年間現れなかった。

### 2008-09年（4-5歳）

#### 目の怪我、脚の怪我
年をまたいで古馬となった2008年、春の目標を3月下旬、アラブ首長国連邦のナドアルシバ競馬場で行われるドバイワールドカップミーティングに設定。中でも世界最高賞金が用意されたドバイワールドカップ（G1、ダート2000メートル）出走を目指した。ダート初挑戦を見越して、まず2月24日、日本のフェブラリーステークス（GI）でリハーサル。フェブラリーステークスのスタート地点から約100メートルは実績の芝コースであるため、松田も勝つ見込みがあると捉えていた。しかしレース1週間前の17日、坂路での調教中に跳び上がったウッドチップが右目を傷つけた。その傷は眼球に及び、創傷性角膜炎と診断。数日様子を見ても治まらなかったことからフェブラリーステークスの回避が決定した。ドバイへの遠征もフェブラリーステークスの出走ありきで組み立てられており、同時にドバイ遠征見送りも決定。陣営は目標をヴィクトリアマイル（JpnI）もしくは安田記念（GI）とし、ひいては宝塚記念、海外遠征に改めていた。松田が「一番強い馬が集まると思った」という理由で産経大阪杯で始動となる。

4月6日の産経大阪杯（GII）は、メイショウサムソンやGI上位のインティライミ、ドリームパスポート、それに前年の皐月賞優勝馬ヴィクトリー、菊花賞優勝馬アサクサキングスなど10頭の牡馬と対決した。そんな中で2.0倍の1番人気に推され、メイショウサムソンを3.0倍、ドリームパスポートを8.3倍に押しのけていた。スタートからハナを奪取して逃げ、そのまま最終コーナーを通過。直線では内からエイシンデピュティ、外からアサクサキングスが迫って来たが、もう一伸びして突き放した。4分の3馬身差をつけて逃げ切り。1998年エアグルーヴ以来となる牝馬による産経大阪杯優勝となった。
ただしこの始動戦、ダイワスカーレットにとっては単なる前哨戦だったにもかかわらず、勝利のために最大出力を発揮してしまっていた。その影響で脚が腫れ、1週間経過しても引かなかったという。まもなく調教不能状態に陥り、その後の予定が全撤回となった。山元トレーニングセンターに放牧に出されて検査したところ、管骨瘤が判明。春は全休して復帰は秋から、山元トレーニングセンターや社台ファームで夏を過ごした。

#### 天皇賞（秋）

##### 参戦までの経緯
管骨瘤が完治後、7月末からハッキングを開始。秋は2戦、エリザベス女王杯と有馬記念参戦を目論んでいた。しかし放牧先の社台ファームで、1ハロン平均を15秒で走る調教の一つの基準「15-15」を3本こなすなど順調。予定を2週間前倒しして天皇賞（秋）での復帰が検討されるほどであり、ついには天皇賞（秋）1か月前に行われる毎日王冠出走まで検討されていた。9月5日に帰厩する。放牧中は運動が控えられたために増量、社台ファームでの運動中もなかなか絞ることができず、帰厩時540キログラム台、ベスト体重からプラス40キロで停滞していた。そこで松田はダイエット目指して「異例の調整方法」（石田敏徳）を実行する。1週間に1度だけ、調教助手ではなく、騎乗技術に長けた騎手の安藤に調教を依頼。安藤の腕で以て、ダイワスカーレットに減量を促していた。併せて脚に負担をかけないように慎重に「馬なり」調教、強度ではなく回数を稼ぐことで体重を絞りにかかった。安藤が騎乗するようになって2週間後、停滞を脱して516キロまで減量することに成功する。その姿を見て松田は、レース3週間前に天皇賞（秋）出走を決断する。
この年の天皇賞（秋）出走メンバーは14頭いずれも重賞優勝経験があった。そんな中、前年有馬記念以来約10か月ぶり5回目となるウオッカとの対決となった。有馬記念後のウオッカは、ダイワスカーレットが断念したドバイ遠征を実施し4着。帰国してヴィクトリアマイルでエイジアンウインズに届かず2着。東京優駿優勝以降は丸一年勝利から遠ざかっていたが、安田記念で復活しGI級競走3勝目。夏休みを経て秋初戦の毎日王冠にて、スーパーホーネットにアタマ差かわされ2着となっていた。東京優駿を始め東京での良績が目立つウオッカと、東京初参戦となるダイワスカーレットという組み合わせだった。ウオッカは2.7倍の1番人気、ダイワスカーレットは3.6倍の2番人気。ライバル同士2番人気までを占めたが「二強」とはならず、3番人気が4.1倍で続く「三強」となっていた。3番人気のディープスカイは、毎日杯、NHKマイルカップ、東京優駿、神戸新聞杯を4連勝中の3歳牡馬だった。

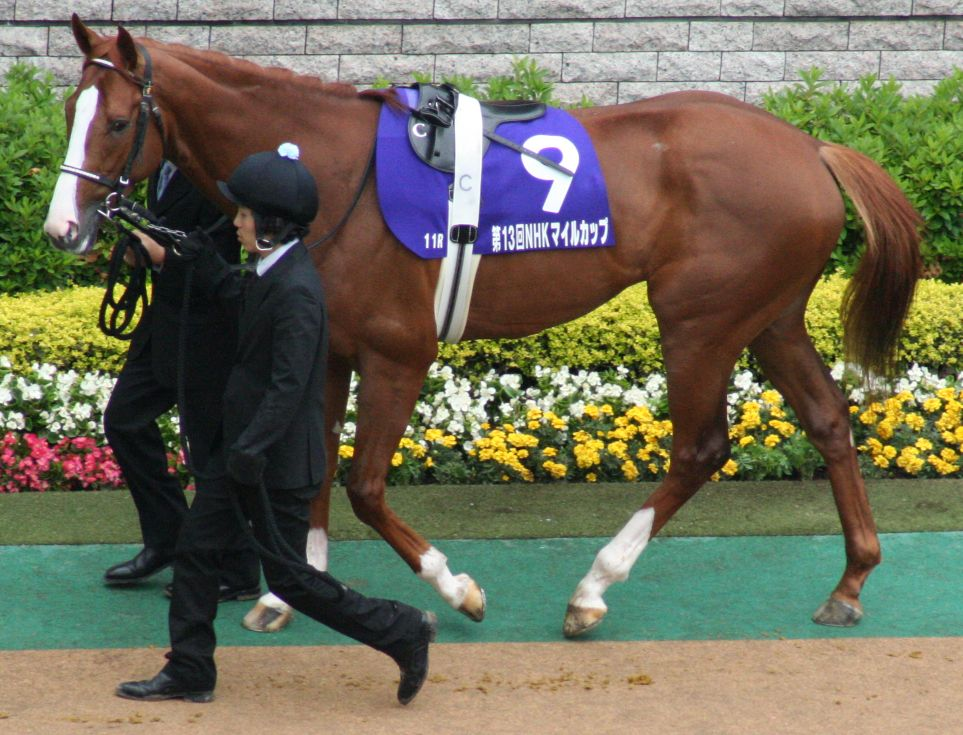
ディープスカイ

7か月ぶりの出走となった当日、ダイワスカーレットは先の減量、調教のせいで気持ちが高まってしまっていた。最終追い切り直後は512キログラムだった体重が競走前の計量では、498キログラムまで減量。安藤は「今までは休むたびに落ち着きを増していたのにあのときは全然違っていた。普段から気負いこんでいて、我慢がきかない感じだった。頭のいい馬だからきっと、自分で体を絞りにかかっていたんじゃないかな。」と述懐している。本来なら返し馬で走る気を高めるところ、装鞍所やパドックの時点で既に気持ちが高まってしまっていた。結局スタート直前、ゲート内でもその高まりが収まることはなかったという。

##### 展開

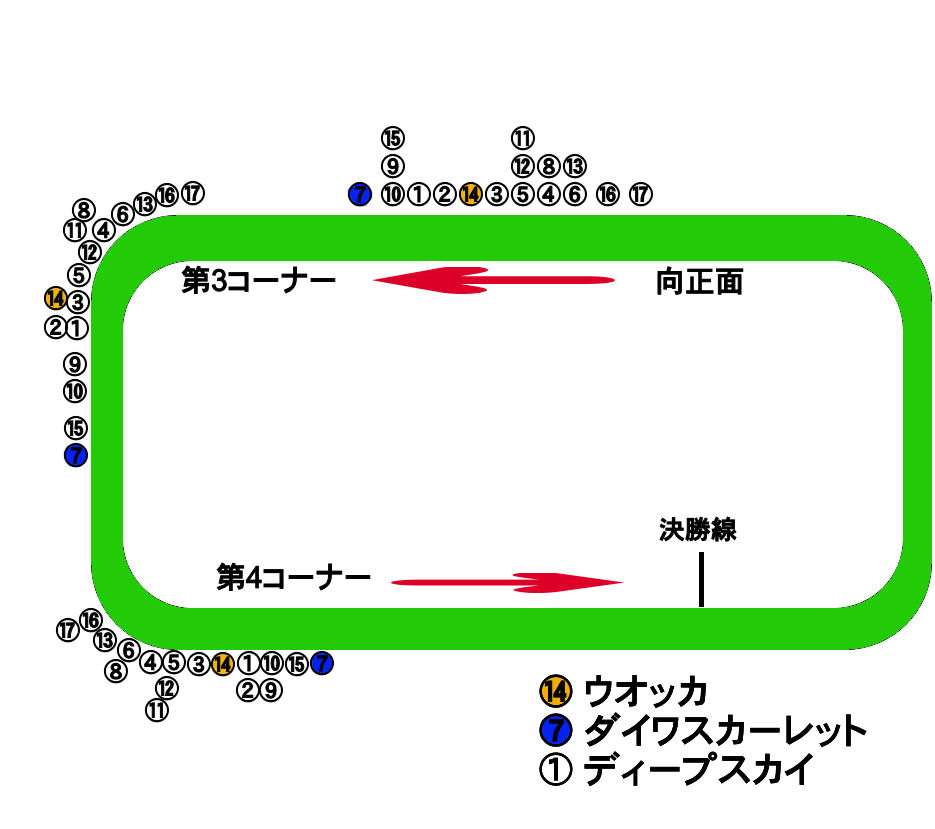
展開図

4枠7番からスタート。安藤はこの時「徐々に、スーッとかそくしてくいつもとは全然違って、スタートを切ったら一気にトップスピードに入っちゃった」という。トップスピードで以てハナを奪取し、単騎で逃げてしまった。そのまま向こう正面に入り、安藤は「これじゃあ絶対にもたない」と覚悟していた。これまでレースでは見せなかった暴走する姿を、阿部珠樹は「素直な優等生が、はじめて少し短いスカートをはいて、反抗の気配を見せた」と表現している。

おまけに向こう正面では、ウオッカと同じ角居厩舎の14番人気トーセンキャプテンが接近して来ていた。逃げ馬ならば、本来ここでペースを落とし、終盤で使う脚を温存するのがセオリーだったが、捨て身のトーセンキャプテンに後ろから突っつかれて、セオリーを破らざるを得なかった。11秒台のラップを連発しながら前半1000メートルを58.7秒で通過するハイペース。トーセンキャプテンは最終コーナーで既に一杯、脱落していた。スタートからここまで安藤は「悪いリズムで走ってしまった」という。そうして迎えた最後の直線では、馬場の最も内側に位置して逃げ切りを狙った。すぐに先行勢を失速させることには成功したが、中団外から並んで追い込むディープスカイ、ウオッカが迫って来る。安藤はここまでのレース運びから「3着が精一杯だと思った」という。
三強横一線、内ダイワスカーレット、真ん中ディープスカイ、外ウオッカで並び立った。ほどなくしてハイペースが祟り、ダイワスカーレットの脚が鈍って外の2頭が優勢となった。ただし、外の2頭もまたハイペースの中団追走が祟って脚を温存できず、得意の瞬発力を使うことができなかった。誰も完全に突き抜けることができないまま迎えた残り100メートルからは、劣勢のダイワスカーレットが盛り返した。再び横一線、3頭揃って脚が止まって藻掻いていた。終いには、後方でしっかり脚を温存し発揮する追い込み勢カンパニーやエアシェイディの2頭が台頭し、三強を脅かすまでになっていた。ゴール手前、真ん中ディープスカイが脱落して、カンパニーとエアシェイディに飲み込まれる。ところが、内ダイワスカーレットと外ウオッカの2頭は並び立ったまま、先頭を争い続けた。三強と追い込み勢の5頭が横一線になって決勝線、特にダイワスカーレットとウオッカは、盛り返したダイワスカーレットが「むしろ優勢と映る形勢で」（石田敏徳）通過した。遅れてカンパニーとディープスカイ、さらに遅れてエアシェイディが通過する。
1位2位入線のダイワスカーレットとウオッカの優劣、3位4位入線のカンパニーとディープスカイの優劣は写真判定に委ねられ、大外エアシェイディの5位入線だけが目視で判断される混戦。1999年にスペシャルウィークが樹立したレースレコードよりも0.8秒速い決着となった。加えて1958年セルローズ、ミスオンワード以来、天皇賞（秋）史上50年ぶりとなる牝馬ワンツーフィニッシュと相成った。入線から13分が経過して、ウオッカのハナ差、約2センチメートル先着とダイワスカーレットの敗退が確定。ダイワスカーレットからクビ差遅れて3着ディープスカイ、ディープスカイからハナ差遅れて4着カンパニー、カンパニーからクビ差遅れて5着エアシェイディだった。

##### 評価と回顧

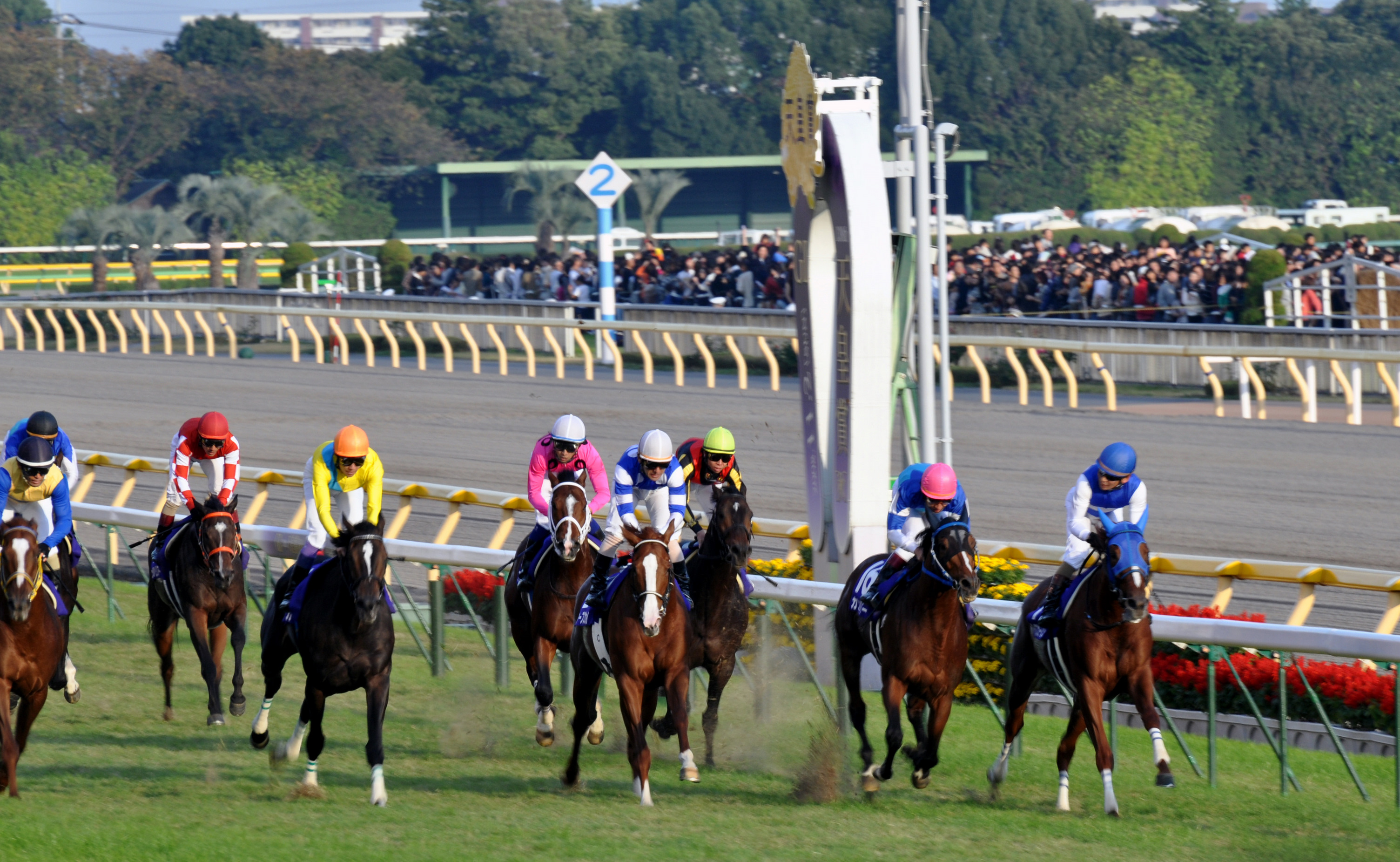
2008年天皇賞（秋）入線直後
青帽:ダイワスカーレット
橙帽:ウオッカ
白帽（白袖青二本輪）:ディープスカイ
桃帽:カンパニー
黒帽（青袖）:エアシェイディ

この一戦を阿部珠樹は、「テンポイント、トウショウボーイ、グリーングラスの3頭が上位を占めた1977年の有馬記念……31年前のグランプリに匹敵するような20年、30年に一度のレース」と表現している。7か月の休み明けに加えて初の東京コース、気持ちが高ぶりながらハイペースの逃げ、それでいてレコード決着ハナ差の2着のパフォーマンスは、ダイワスカーレットの評価をさらに高めた。とりわけ最後の直線で見せた盛り返しは「奇跡のような脚」（井崎脩五郎）「驚嘆すべき粘り腰」（石田敏徳）「信じられないような巻き返し」（阿部珠樹）と表されている。
安藤は「もし、道中まともに走らせることができていたなら、結果は違っていたはずなんです」「あんなチグハグなレースになったら、普通はウオッカとディープスカイにアッサリやられてしまうはずなんですよね。にもかかわらず、あれだけの接戦に持ち込んだわけですから……とにかく尋常な馬じゃない……強さに一番驚いたのは、もしかすると乗っていたボク自身かもしれません」と述べている。また松田は、道中で角居のトーセンキャプテンに絡まれた件を「あれが（ダイワ）スカーレットを潰すためのチーム戦術だとしたら、やってはいけないこと」としながらも、トーセンキャプテンが来なければ平均ペースになり、瞬発力に秀でたウオッカやディープスカイ有利の展開になっていただろうとして「2センチのハナ差ではなくもっと大きな着差で敗れていたのかもしれません」と述べている。
三強が揃って止まりながら、2センチメートル差のワンツーに収束するまで、ダイワスカーレットの盛り返しとウオッカの差し返しが発生していた。これはウオッカが、ディープスカイを下して先頭に躍り出た瞬間に、自身が勝利したと考えて「気を抜いた」ことが原因だった。その間にダイワスカーレットが盛り返して2頭横一線。それからウオッカが、新たな負かすべき相手を認識して、2センチメートル突き出たところが決勝線だった。2頭横一線となって以降は、盛り返したダイワスカーレットが常に前、入線直後もダイワスカーレットが前だった。それでもウオッカの先着に至ったのは、決勝線の瞬間だけウオッカが前に出ていたためだった。ウオッカとダイワスカーレットの対決は結果的にこれが最後となる。3歳春から5戦して2勝2敗1分の五分だった。（ウオッカとのライバル関係についての詳細は、ウオッカ (競走馬)#ダイワスカーレットを、競走に関する詳細は、第138回天皇賞を参照。）

#### 有馬記念
天皇賞（秋）の後はジャパンカップを見送り、12月28日の有馬記念に臨む。天皇賞（秋）の気持ちの高ぶりはなく良い状態、順調に調整できていたという。ファン投票では、13万6千票を集めたウオッカが1位、ダイワスカーレットは13万1千票の2位だった。天皇賞（秋）1着3着のウオッカ、ディープスカイは、いずれもジャパンカップに進んで2着、3着。距離や中山の適性から有馬記念を2頭とも回避していた。キャプテントゥーレは長期離脱中、オウケンブルースリは回避、アドマイヤジュピタは引退しており、この年のクラシック優勝馬、天皇賞春秋優勝馬が揃ってグランプリを欠場。特にウオッカの不参戦により、アカネテンリュウが出走を取り消した1971年以来37年ぶりとなる「ファン投票1位を欠いたグランプリ」となった。それでも、ジャパンカップで上述2頭を下したスクリーンヒーロー、前年の有馬記念優勝馬マツリダゴッホ、これが引退レースのメイショウサムソン、1歳年上の牝馬二冠馬カワカミプリンセスなどが集結。出走メンバーは「有馬記念というレースのステータスに相応しいもの」（石田敏徳）だったという。そんな中、ダイワスカーレットは、2.6倍の1番人気の支持。マツリダゴッホ4.4倍、スクリーンヒーロー6.4倍、メイショウサムソン8.4倍で続いていた。
8枠13番からスタート、ハナを奪取し逃げに出た。ラップタイム11秒台を連発しながら直線コースを走行し、第1、2コーナーで13秒台に緩めたが、ハイペースで先導した。向こう正面後半からペースアップして再び11秒台で進行。第3コーナーでは2、3番手のメイショウサムソン、カワカミプリンセスからマークを受けてプレッシャーをかけられたが、それらを下して先頭を守った。続いて後方待機からまくるスクリーンヒーローとマツリダゴッホが接近するが直線に入って失速。それを尻目にもう一伸び、先行馬も差し馬も潰して独走状態となった。最後方の大外から単勝90.2倍の14番人気アドマイヤモナークが唯一追い上げを見せたが、ダイワスカーレットの先頭を脅かすものではなかった。安藤が右手を天に掲げる余裕を見せながら入線。アドマイヤモナークに1馬身4分の3差をつけて優勝を果たす。
GI級4勝目。1959年ガーネット、1960年スターロッチ、1971年トウメイ以来37年ぶり、史上4頭目となる牝馬による有馬記念優勝と相成った。1959年は、不良馬場の中、当時としては画期的だった外ラチ沿いからガーネットの差し切り勝利。1960年は、後方との差がある2番手追走、展開に恵まれたスターロッチの押し切り勝利。1971年は、馬インフルエンザが流行して有力馬が続々出走を取消して6頭立て、1番人気メジロムサシも馬インフルエンザ感染が噂されるほどの体調不良、そんな最中の最後方待機トウメイの追い込み勝利。石田敏徳は過去の3例には、牝馬を優勝たらしめる「追い風」の存在があったが、ダイワスカーレットの逃げ切り優勝は、有馬記念に相応しい面子を真正面から下す「敗者にどんな弁解も許さないもの……堂々の横綱相撲」だったと評価。この点から、ダイワスカーレットを「そうした先輩たち（過去3頭）とは一線を画していた（カッコ内補足加筆者）」存在だと表している。
その他、安藤と松田は有馬記念初優勝。安藤は、中山の芝初優勝であり、中山の重賞はマンボツイストで制した2002年、ダートのマーチステークス（GIII）以来の優勝だった（詳細は、ダイワスカーレット#安藤勝己の鬼門を参照）。またスカーレットブーケは、産駒のJRA-GI9勝（ダイワメジャー5勝、ダイワスカーレット4勝）に到達。これまで最多記録で並び立っていたパシフィカス、産駒のJRA-GI8勝（ビワハヤヒデ3勝、ナリタブライアン5勝）を追い抜いて単独最多記録を樹立した。ダイワスカーレットに1馬身4分の3遅れて14番人気アドマイヤモナーク、さらに4分の3馬身遅れて10番人気エアシェイディが入線。2着3着のワイド2万8200円、3頭の三連複19万2500円、三連単98万5580円は、いずれもその式別の有馬記念史上最高払戻金額を記録している。
この年のJRA賞、ダイワスカーレットはどれにも選出されなかった。年度代表馬選考では全300票中79票を集めてウオッカの次点。最優秀4歳以上牝馬選考では、104票を集めてウオッカの次点だった。また天皇賞（秋）での接戦と有馬記念の優勝が評価され、特別賞を授与するか否かが選考委員会に持ち上がった。審議された結果、全8票中、賛成が4人に留まって選考委員会の推薦が得られず、受賞を逃している。

#### 引退 - 幻の海外転戦計画
5歳となった2009年、改めてドバイワールドカップを目標に設定。再びフェブラリーステークスをステップに遠征する予定だった。しかしその1週間前追い切り後、左前脚の熱が治まらず、再びフェブラリーステークス回避が決定。翌日にはそれが浅屈腱炎だと判明してドバイ遠征も断念し、遂には引退が決定した。2月18日付でJRAの競走馬登録を抹消される。通算成績12戦8勝2着4回、デビューから連対（2着以内）し続ける「生涯連対」を達成。シンザンの19戦15勝2着4回に次ぐ、史上第2位の「生涯連対」記録となった。
松田は有馬記念直後、翌2009年の野望を「海外で3つ勝ちたい……一番強い馬が集まるレースにぶつけたい」と述べていた。ドバイ、イギリス、アメリカ、日本の4か国を転戦するつもりだったという。フェブラリーステークスからドバイワールドカップミーティングに参戦した後は、イギリスへ。6月のアスコット競馬場・ロイヤルアスコット開催のプリンスオブウェールズステークス（G1、芝2000メートル）に参戦。それから秋は、前年2着の天皇賞（秋）あるいはアメリカ遠征・サンタアニタ競馬場で行われるブリーダーズカップ・ワールド・サラブレッド・チャンピオンシップのブリーダーズカップ・クラシック（G1、ダート2000メートル）に参戦、終いに日本の有馬記念で連覇を狙う。という一年間の計画だった。この計画は、吉田と大城の意向によるものが大きかった。中でも、大城は天皇賞（秋）出走を特に望んでいたという。そこで吉田は大城に対し「春は私の夢に挑戦させて下さい」と提案。そうして吉田の夢であるプリンスオブウェールズステークスが予定に組み入れられていた。吉田によれば、秋のブリーダーズカップ参戦プランは、プリンスオブウェールズステークス優勝が条件だったという。しかしこれらの計画は、故障引退によりすべて幻となった。

## 繁殖牝馬時代
引退後は、社台ファームで繁殖牝馬となった。初年度は、チチカステナンゴと交配。2010年3月6日に初仔の牝馬を生産した。それから2020年までに10番仔まで生産、すべて牝馬だった。この間に、特にキングカメハメハやノヴェリスト、ロードカナロアとは複数年交配し、複数頭の牝の仔を得ている。2021年の11番仔でようやく牡馬（父:ロードカナロア）を生産した。
産駒は、大城敬三が2020年に死去するまで所有した。7番仔まで「ダイワ」の冠名を用いた競走馬名である。初仔ダイワレーヌ（父:チチカステナンゴ）は勝利を挙げられなかったが、2番仔ダイワレジェンド（父:キングカメハメハ）は2戦目の未勝利戦で勝ち上がり。通算4勝で準オープンクラスまで出世した。3番仔ダイワミランダ（父:ハービンジャー）は産駒で初めて新馬戦で勝ち上がり。4番仔ダイワウィズミ―（父:キングカメハメハ）は中央未勝利の後、南関東公営競馬で2勝。5番仔ダイワエトワール（父:エンパイアメーカー）は3勝を挙げ、1000万円以下まで出世。以上5頭は競走馬引退後、いずれも繁殖牝馬として供用されている。
6番仔ダイワメモリー（父:ノヴェリスト）は新馬戦を含めて3勝して、1600万円以下（途中で3勝クラスに改称）まで出世。2020年7月11日の福島競馬場、テレビユー福島賞（3勝クラス）の競走中に急性心不全で死亡した。7番仔ダイワクンナナは、中途で大城敬三から大城正一へ、さらにダイワスカーレットの共同オーナーだった社台ファーム代表の吉田照哉に継承された。ダイワクンナナは、新馬戦を含めて3勝し中央競馬を退いている。8番仔以降は、吉田照哉の妻吉田千津や、社台傘下のクラブ法人有限会社社台レースホースが所有している。産駒の競走馬名に「ダイワ」が用いられなくなった。8番仔アンブレラデート（父:エイシンフラッシュ）は、2021年のフィリーズレビュー（GII）で入着を果たした。
2023年12月31日に繁殖牝馬を引退。

## 競走成績
以下の内容は、netkeiba.comおよびJBISサーチの情報に基づく。
| 競走日     | 競馬場 | 競走名           | 格     | 距離 （馬場） | 頭 数 | 枠 番 | 馬 番 | オッズ （人気） | 着順 | タイム （上り3F） | 着差 | 騎手     | 斤量 [kg] | 1着馬 （2着馬）        | 馬体重 [kg] |
| ---------- | ------ | ---------------- | ------ | ------------- | ----- | ----- | ----- | --------------- | ---- | ----------------- | ---- | -------- | --------- | ---------------------- | ----------- |
| 2006.11.19 | 京都   | 2歳新馬          |        | 芝2000m（良） | 12    | 3     | 3     | 1.8（1人）      | 1着  | 2:04.1 (35.0)     | -0.3 | 安藤勝己 | 54        | （コスモグルミット）   | 496         |
| 2006.12.16 | 中京   | 中京2歳S         | OP     | 芝1800m（良） | 8     | 1     | 1     | 2.2（1人）      | 1着  | 1:47.8 (33.7)     | -0.1 | 安藤勝己 | 54        | （アドマイヤオーラ）   | 488         |
| 2007.01.08 | 京都   | シンザン記念     | JpnIII | 芝1600m（良） | 10    | 7     | 8     | 1.9（1人）      | 2着  | 1:35.3 (33.7)     | -0.2 | 安藤勝己 | 56        | アドマイヤオーラ       | 490         |
| 2007.03.03 | 阪神   | チューリップ賞   | JpnIII | 芝1600m（良） | 16    | 4     | 7     | 2.8（2人）      | 2着  | 1:33.7 (33.9)-    | -0.0 | 安藤勝己 | 54        | ウオッカ               | 488         |
| 2007.04.08 | 阪神   | 桜花賞           | JpnI   | 芝1600m（良） | 18    | 8     | 18    | 5.9（3人）      | 1着  | 1:33.7 (33.9)     | -0.2 | 安藤勝己 | 55        | （ウオッカ）           | 486         |
| 2007.09.16 | 阪神   | ローズS          | JpnII  | 芝1800m（良） | 14    | 4     | 5     | 1.6（1人）      | 1着  | 1:46.1 (33.6)     | -0.1 | 安藤勝己 | 55        | （ベッラレイア）       | 490         |
| 2007.10.14 | 京都   | 秋華賞           | JpnI   | 芝2000m（良） | 18    | 7     | 13    | 2.8（2人）      | 1着  | 1:59.1 (33.9)     | -0.2 | 安藤勝己 | 55        | （レインダンス）       | 484         |
| 2007.11.11 | 京都   | エリザベス女王杯 | GI     | 芝2200m（良） | 13    | 5     | 7     | 1.9（1人）      | 1着  | 2:11.9 (34.1)     | -0.1 | 安藤勝己 | 54        | （フサイチパンドラ）   | 484         |
| 2007.12.23 | 中山   | 有馬記念         | GI     | 芝2500m（稍） | 15    | 4     | 7     | 8.1（5人）      | 2着  | 2:33.8 (35.8)     | -0.2 | 安藤勝己 | 53        | マツリダゴッホ         | 486         |
| 2008.04.06 | 阪神   | 産経大阪杯       | GII    | 芝2000m（良） | 11    | 7     | 9     | 2.0（1人）      | 1着  | 1:58.7 (34.8)     | -0.1 | 安藤勝己 | 56        | （エイシンデピュティ） | 498         |
| 2008.11.02 | 東京   | 天皇賞（秋）     | GI     | 芝2000m（良） | 17    | 4     | 7     | 3.6（2人）      | 2着  | 1:57.2 (35.2)     | -0.0 | 安藤勝己 | 56        | ウオッカ               | 498         |
| 2008.12.28 | 中山   | 有馬記念         | GI     | 芝2500m（良） | 14    | 8     | 13    | 2.6（1人）      | 1着  | 2:31.5 (36.4)     | -0.3 | 安藤勝己 | 55        | （アドマイヤモナーク） | 494         |

## 繁殖成績
|        | 馬名               | 誕生年 | 性 | 毛色   | 父                       | 厩舎                                               | 馬主                   | 戦績    | 主な成績             | 供用 | 出典    |
| ------ | ------------------ | ------ | -- | ------ | ------------------------ | -------------------------------------------------- | ---------------------- | ------- | -------------------- | ---- | ------- |
| 初仔   | ダイワレーヌ       | 2010年 | 牝 | 黒鹿毛 | チチカステナンゴ         | 松田国英（栗東）                                   | 大城敬三               | 4戦0勝  |                      | 繁殖 | [ 199 ] |
| 第2仔  | ダイワレジェンド   | 2011年 | 牝 | 栗毛   | キングカメハメハ         | 国枝栄（美浦）                                     | 大城敬三               | 22戦4勝 | 1000万下2勝          | 繁殖 | [ 200 ] |
| 第3仔  | ダイワミランダ     | 2012年 | 牝 | 栗毛   | ハービンジャー           | 国枝栄（美浦）                                     | 大城敬三               | 14戦2勝 |                      | 繁殖 | [ 201 ] |
| 第4仔  | ダイワウィズミー   | 2013年 | 牝 | 栗毛   | キングカメハメハ         | 松田国英（栗東） →立花伸（大井） →川島正一（船橋） | 大城敬三               | 21戦2勝 |                      | 繁殖 | [ 202 ] |
| 第5仔  | ダイワエトワール   | 2014年 | 牝 | 黒鹿毛 | エンパイアメーカー       | 鹿戸雄一（美浦）                                   | 大城敬三               | 11戦3勝 | 500万下2勝           | 繁殖 | [ 203 ] |
| 第6仔  | ダイワメモリー     | 2015年 | 牝 | 栗毛   | ノヴェリスト             | 国枝栄（美浦）                                     | 大城敬三               | 16戦3勝 | テレ玉杯（1000万下） | 抹消 | [ 204 ] |
|        | （不受胎）         | 2016年 |    |        | キングズベスト           |                                                    |                        |         |                      |      | [ 185 ] |
| 第7仔  | ダイワクンナナ     | 2017年 | 牝 | 鹿毛   | ノヴェリスト             | 池上昌和（美浦） →荒山勝徳（小林）                 | 大城敬三 →吉田照哉     | 16戦3勝 |                      | 繁殖 | [ 206 ] |
| 第8仔  | アンブレラデート   | 2018年 | 牝 | 鹿毛   | エイシンフラッシュ       | 角居勝彦（栗東） →藤原英昭（栗東）                 | 吉田千津               | 11戦2勝 | フィリーズR4着       | 繁殖 | [ 194 ] |
| 第9仔  | スカーレットオーラ | 2019年 | 牝 | 鹿毛   | ロードカナロア           | 中内田充正（栗東）                                 | （有）社台レースホース | 3戦0勝  |                      | 繁殖 | [ 195 ] |
| 第10仔 | スカーレットアリア | 2020年 | 牝 | 鹿毛   | ロードカナロア           | 安田翔伍（栗東）                                   | （有）社台レースホース | 2戦0勝  |                      | 繁殖 | [ 208 ] |
| 第11仔 | グランスカーレット | 2021年 | 牡 | 鹿毛   | ロードカナロア           | 大久保龍志（栗東） →盛本信春（西脇）               | （有）社台レースホース | 6戦0勝  |                      | 抹消 | [ 209 ] |
|        | （不受胎）         | 2022年 |    |        | ブリックスアンドモルタル |                                                    |                        |         |                      |      |         |
|        | （死産）           | 2023年 |    |        | ブリックスアンドモルタル |                                                    |                        |         |                      |      |         |

- 情報は、2025年4月21日時点。

## エピソード

### ゲート克服
松田は、サンデーサイレンスには「肉食獣のような『きつさ』」という精神面の弱点があり、それは産駒にも受け継がれて「気持ちで走るところ」があったという。それでも孫世代になれば、その血が薄まり、全体的にその弱点が改善方向にあると考えていた。しかし松田厩舎のサンデーサイレンスの孫、アグネスタキオン産駒には、精神面の弱点が正しく受け継がれていて、特にゲートに手を焼いていた。ある「走る馬」には「精神的に切れて、ゲートの中でひっくり返るんじゃないか」と心配したこともあった。この経験から松田は、スピードがあり「走る馬」のアグネスタキオン産駒、それに神経質で有名だったダイワメジャーの妹、心配な父系母系を受け継ぐダイワスカーレットに、時間をかけて入念にゲート練習をさせていた。これは、オーナー大城に了解を得たうえでの松田の決断だった。

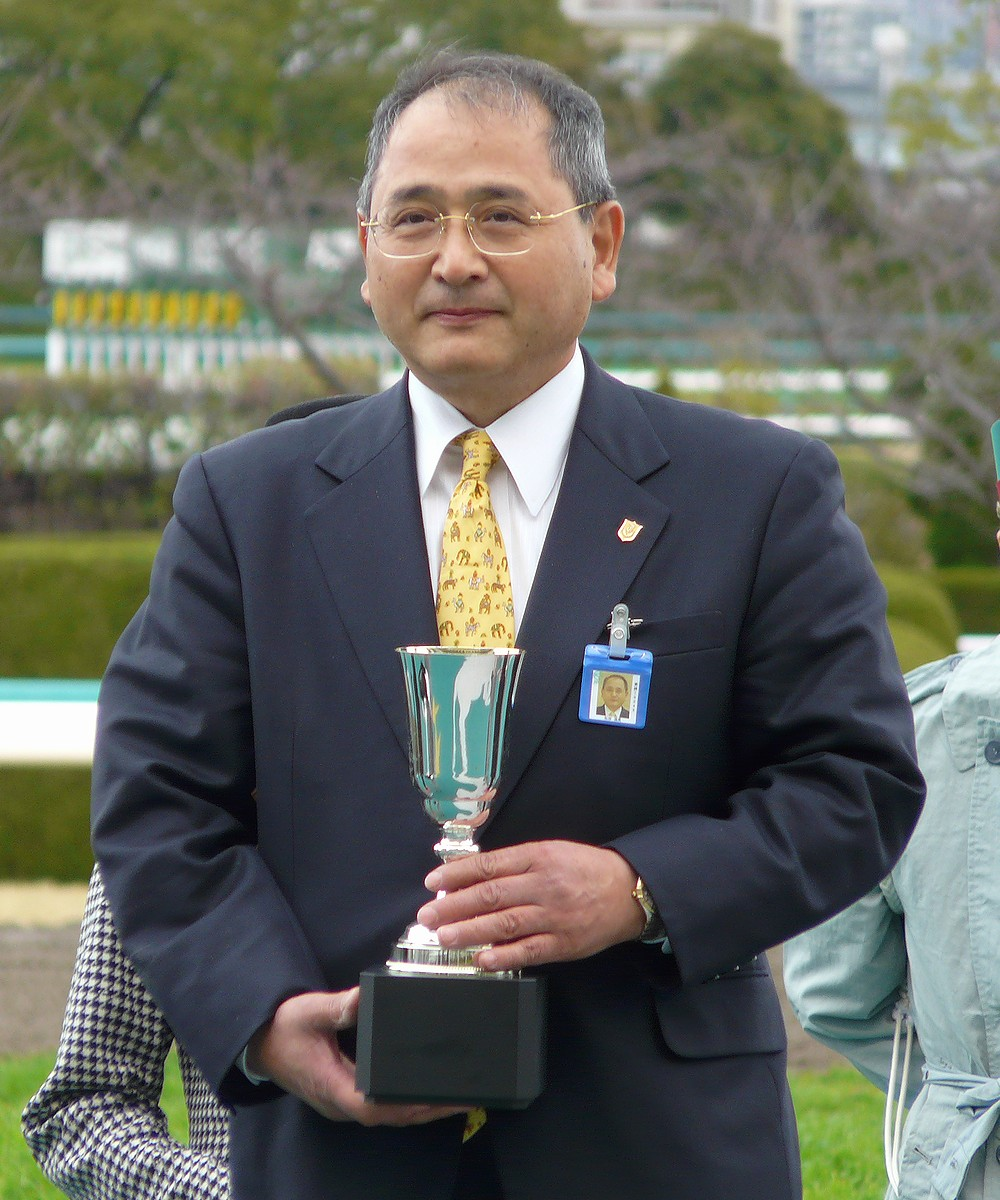
松田国英

父系や兄の傾向に従ってダイワスカーレットは、ゲートの一部が身体に触れただけで錯乱したり、周囲特に背後を異常に気にする精神の持ち主だった。それを矯正するために、「相撲のまわしようなもの『ヒラヒラ』」をトモ（後躯）につけてゲート練習を行い、何かが触れても錯乱しないように慣れさせていった。通常、入厩から10日ほどで合格するゲート試験を、ダイワスカーレットは2カ月を要して合格。それから2か月後、入厩から4か月後にデビューを迎えている。ただし初戦は、出遅れ気味の「ジャンプスタート」だった。しかし2戦目に五分のスタートを切ることができ、やがてダイワスカーレットの「武器」（石田敏徳）にすり替わっていった。松田は「スタートを上手に切れるようになったのは、アンカツさん（安藤勝己）の技術によるところも大きかった」という。安藤は「……スタートが速かったね。デビューのころはあまりスタートがうまくなくて、2、3戦目ぐらいからうまくなってきたんです……。ただ、そのうちにスタートが抜群にうまくなって、安心して乗れるようになりましたね」と述べている。

### 安藤勝己の鬼門

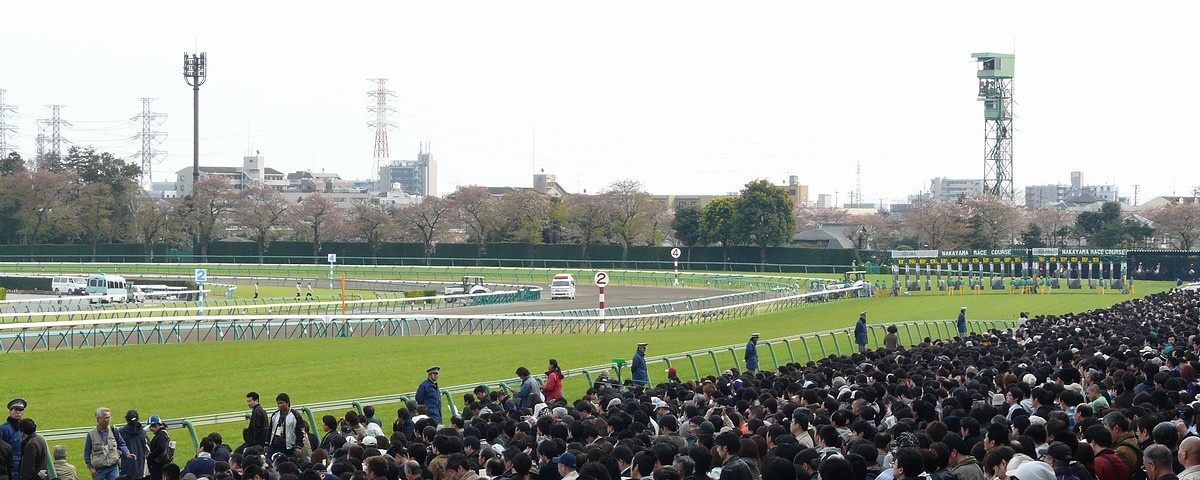
中山競馬場直線コースの坂。

安藤勝己にとって、中山競馬場は鬼門とされていた。安藤はかつて地方競馬、笠松競馬所属の騎手だった。小回りの競馬場、ダート競走が主流の地方競馬は、スタートから前方に位置して直線で早めに押し切るという勝ちパターンとなっていた。しかし中山は、小回りだが、直線コースに急な坂を備えているという安藤に言わせれば「トリッキー」な競馬場だった。早めに押し切りを図っても坂で失速、かといって溜めても直線が短く大逆転の望みは薄く、直線では、ある程度の適切な位置を確保するのが理想だった。
安藤は、地方の勝ちパターンが身に染みていて、中央移籍後はそんな中山に苦手意識を持ち続けていたという。中山の重賞は、2002年マーチステークスのマンボツイストが最初で最後、それから5年以上勝利から遠ざかり、芝重賞は勝利できていなかった。そして2008年、中山の有馬記念に参戦する。ダイワスカーレットは、そんな不安を持つ安藤を導いていた。トリッキーなコースを先頭であり続け、中山の芝重賞初勝利をもたらした。入線時の安藤は、普段見せないガッツポーズを披露している。
最終的に安藤は、その後2013年1月末まで騎手を続け、中央競馬には10年所属している。騎手人生で中央競馬の重賞は移籍前も併せて、JRA-GI22勝を含めた81勝しているが、中山の重賞はこの有馬記念が最後、通算2勝に留まった。

## 特徴

### "逃げ"
ダイワスカーレットは、性格の問題から仕方なく逃げていたわけではなかった。島田明宏は「ただ、走るのが速く、それもスタートしてすぐトップスピードに乗る能力があり、また、その能力を出したい、速く走りたい――という気持ちを抑えきれなかったので、他馬より前に行くことになった」と分析している。また逃げて強い印象を与えたサイレンススズカと比較し、島田は「サイレンススズカは、他馬がついてくることのできない領域に『逃げて』いたように見えたが、（ダイワ）スカーレットの走りは純粋に『ただスピードに乗っていただけ』」だったと述べている。ダイワスカーレットは逃げ切り勝利こそ挙げているが、大敗するリスクや他を差し置いて逃げ切った際の興奮が「逃げ馬」とは違って存在しなかったという。翻って逃げて連対し続けるという相反する二つが同居する「逃げ馬」だった。島田はダイワスカーレットを「『普通』ではなかった」と評し、「この馬を『逃げ馬』と呼ぶことに少なからぬ抵抗を感じる」と述べている。

### 適性
吉田は「2000メートルというのが（ダイワ）スカーレットが一番強い距離……守備範囲は1600メートルから2400メートル」とし、天皇賞（春）3200メートルについては「ちょっと合わない」と述べている。また吉田は「あの馬は、牝とか牡とかいう次元を超えている」とも述べている。一方安藤は「走法から考えても、2000くらいの距離がベスト……気性的にもマイルから2000くらい」と述べている。

## 評価

### 定量的評価

#### ファン投票による評価
| 年  | 競走名   | 順位 | 票数       | 成績 | 出典    |
| --- | -------- | ---- | ---------- | ---- | ------- |
| 3歳 | 宝塚記念 | 15位 | 2万1177票  | 回避 | [ 219 ] |
| 3歳 | 有馬記念 | 4位  | 7万4134票  | 2着  | [ 220 ] |
| 4歳 | 宝塚記念 | 4位  | 3万9234票  | 回避 | [ 221 ] |
| 4歳 | 有馬記念 | 2位  | 13万1460票 | 1着  | [ 154 ] |

#### レーティングによる評価

##### 国際的評価
| ワールド・サラブレッド・レースホース・ランキング ワールド・サラブレッド・ランキング |       |        |      |      |          |          |          |          |          |       |
| 年度 | 順位  | レート | 部門 | 部門 | コラム別 | コラム別 | コラム別 | コラム別 | コラム別 | 出典  |
| 年度 | 順位  | レート | 距   | 場   | S        | M        | I        | L        | E        | 出典  |
| 2007 | 149位 | 115    | L    | 芝   |          |          |          | 115      |          | [ 7 ] |
| 2008 | 52位  | 119    | L    | 芝   |          |          |          | 119      |          | [ 8 ] |
| 〔注〕距離およびコラムの「SMILE」は、それぞれ下記の距離区分の略号。 - S = Sprint（短距離）: 1000 - 1300 m、北米は1000 - 1599 m - M = Mile（マイル）: 1301 - 1899 m、北米は1600 - 1899 m - I = Intermediate（中距離）: 1900 - 2100 m - L = Long（長距離）: 2101 - 2700 m - E = Extended（超長距離）: 2701 m - |       |        |      |      |          |          |          |          |          |       |

##### 日本国内の評価
| JPNサラブレッドランキング |       |      |      |                    |                      |          |          |          |          |          |         |             |
| 年度                      | 部門  | 部門 | 順位 | レート ポンド (lb) | キログラム 換算 (kg) | コラム別 | コラム別 | コラム別 | コラム別 | コラム別 | 出典    | 備考        |
| 年度                      | 齢    | 場   | 順位 | レート ポンド (lb) | キログラム 換算 (kg) | S        | M        | I        | L        | E        | 出典    | 備考        |
| 2007                      | 2歳   | 芝   | 17位 | 104                | 47.0                 |          |          |          |          |          | [ 222 ] |             |
| 2008                      | 3歳   | 芝   | 2位  | 115                | 52.0                 |          | 113      | 114      | 115      |          | [ 223 ] | [ 注釈 34 ] |
| 2009                      | 4歳上 | 芝   | 4位  | 119                | 54.0                 |          |          |          | 119      |          | [ 225 ] | [ 注釈 35 ] |

## 血統
| ダイワスカーレットの血統        | ダイワスカーレットの血統              | ダイワスカーレットの血統             | （血統表の出典）                     | （血統表の出典） |
| 父系                            | サンデーサイレンス系（ヘイロー系）    | サンデーサイレンス系（ヘイロー系）   | サンデーサイレンス系（ヘイロー系）   | [ § 2 ]          |
| 父 アグネスタキオン 1998 栗毛   | 父の父*サンデーサイレンス 1986 青鹿毛 | Halo                                 | Hail to Reason                       | Hail to Reason   |
| 父 アグネスタキオン 1998 栗毛   | 父の父*サンデーサイレンス 1986 青鹿毛 | Halo                                 | Cosmah                               |                  |
| 父 アグネスタキオン 1998 栗毛   | 父の父*サンデーサイレンス 1986 青鹿毛 | Wishing Well                         | Understanding                        | Understanding    |
| 父 アグネスタキオン 1998 栗毛   | 父の父*サンデーサイレンス 1986 青鹿毛 | Wishing Well                         | Mountain Flower                      |                  |
| 父 アグネスタキオン 1998 栗毛   | 父の母アグネスフローラ 1987 鹿毛      | *ロイヤルスキー                      | Raja Baba                            | Raja Baba        |
| 父 アグネスタキオン 1998 栗毛   | 父の母アグネスフローラ 1987 鹿毛      | *ロイヤルスキー                      | Coz o'Nijinsky                       |                  |
| 父 アグネスタキオン 1998 栗毛   | 父の母アグネスフローラ 1987 鹿毛      | アグネスレディー                     | *リマンド                            | *リマンド        |
| 父 アグネスタキオン 1998 栗毛   | 父の母アグネスフローラ 1987 鹿毛      | アグネスレディー                     | イコマエイカン                       |                  |
| 母 スカーレットブーケ 1988 栗毛 | 母の父*ノーザンテースト 1971 栗毛     | Northern Dancer                      | Nearctic                             | Nearctic         |
| 母 スカーレットブーケ 1988 栗毛 | 母の父*ノーザンテースト 1971 栗毛     | Northern Dancer                      | Natalma                              |                  |
| 母 スカーレットブーケ 1988 栗毛 | 母の父*ノーザンテースト 1971 栗毛     | Lady Victoria                        | Victoria Park                        | Victoria Park    |
| 母 スカーレットブーケ 1988 栗毛 | 母の父*ノーザンテースト 1971 栗毛     | Lady Victoria                        | Lady Angela                          |                  |
| 母 スカーレットブーケ 1988 栗毛 | 母の母*スカーレットインク 1971 栗毛   | Crimson Satan                        | Spy Song                             | Spy Song         |
| 母 スカーレットブーケ 1988 栗毛 | 母の母*スカーレットインク 1971 栗毛   | Crimson Satan                        | Papila                               |                  |
| 母 スカーレットブーケ 1988 栗毛 | 母の母*スカーレットインク 1971 栗毛   | Consentid                            | Beau Max                             | Beau Max         |
| 母 スカーレットブーケ 1988 栗毛 | 母の母*スカーレットインク 1971 栗毛   | Consentid                            | La Menina                            |                  |
| 母系(F-No.)                     | スカーレットインク系(FN:4-d)          | スカーレットインク系(FN:4-d)         | スカーレットインク系(FN:4-d)         | [ § 3 ]          |
| 5代内の近親交配                 | Almahmoud5×5、Lady Angela5･4（母内）  | Almahmoud5×5、Lady Angela5･4（母内） | Almahmoud5×5、Lady Angela5･4（母内） | [ § 4 ]          |
| 出典                            | 1. 2. 3. 4.                           | 1. 2. 3. 4.                          | 1. 2. 3. 4.                          | 1. 2. 3. 4.      |

- 半姉・ダイワルージュ、半兄・ダイワメジャー（いずれも父:サンデーサイレンス）をはじめ、兄姉にオープン馬多数。ダイワルージュの産駒にダイワファルコン（福島記念）。
- 母・スカーレットブーケはGIII4勝。
- 父の母・アグネスフローラもダイワスカーレットと同じく生涯連対の桜花賞馬である
- 近親に下記の活躍馬。
  - スカーレットリボン（母の全姉、報知杯4歳牝馬特別勝利）
  - サカラート、ヴァーミリアン、キングスエンブレム、ソリタリーキング兄弟（母の全姉・スカーレットローズの孫）
  - トーセンジョウオー（祖母・スカーレットインクの曾孫、エンプレス杯等交流重賞を5勝）